# Кадук білобокий
Кадук білобокий (Myrmotherula axillaris) — вид горобцеподібних птахів родини сорокушових (Thamnophilidae). Мешкає в Центральній і Південній Америці.

## Опис
Довжина птаха становить 10,7 см, вага 8,1 г. Верхня частина тіла в самця темно-сіра, нижня частина тіла чорна, крила чорні, поцятковані білими плямами. Боки і нижні покривні пера білі. Верхня частина тіла в самиць коричнева, нижня частина тіла жовтувато-охриста, крила рудуваті, боки і нижні покривні пера білі.
Представники підвиду M. a. melaena темніші, ніж представники номінативного підвиду.

## Підвиди
Виділяють п'ять підвидів:
- M. a. albigula Lawrence, 1865 — південно-східний Гондурас, східне Нікарагуа, східна Коста-Рика, східна Панама, західна Колумбія, західний Еквадор;
- M. a. melaena (Sclater, PL, 1857) — північно-західна Амазонія;
- M. a. heterozyga Zimmer, JT, 1932 — східне Перу, західна Бразилія;
- M. a. axillaris (Vieillot, 1817) — Венесуела, Гаяна, Французька Гвіана, Суринам, Тринідад, східна Амазонія, північно-східна Болівія;
- M. a. fresnayana (d'Orbigny, 1835) — південно-східне Перу, північно-західна Болівія.

Сіробокий кадук раніше вважався підвидом білобокого кадука.

## Поширення і екологія
Білобокі кадуки поширені в Центральній і Південній Америці, від Гондураса до Болівії. Вони живуть в підліску і середньому ярусі вологих рівнинних тропічних і варзейських лісів на висоті до 1200 м над рівнем моря.

## Поведінка
Білобокі кадуки живуть в невеликих зграйках. Харчуються комахами та іншими безхребетними, яких ловлять на деревах. В кладці 2 яйця білого кольору, поцяткованих пурпуровими плямками. Інкубаційний період триває 16 днів. І самець, і самиця насиджують кладку.